# إغواليخا
بلدية إغواليخا (بالإسبانية: Igualeja) هي بلدية تقع في مقاطعة مالقة التابعة لمنطقة أندلوسيا جنوب إسبانيا.

## الديموغرافيا
بلغ عدد سكان بلدية إغواليخا 934 نسمة عام 2011 (وفقاً للمعهد الوطني الإسباني للإحصاء).
| 969 | 912 | 888 | 977 | 1.012 | 958 | 934 |